# Nomiades gossei
Nomiades gossei är en fjärilsart som beskrevs av Comstock och Huntington 1943. Nomiades gossei ingår i släktet Nomiades och familjen juvelvingar. Inga underarter finns listade i Catalogue of Life.